# جيمس كاتون
جيمس كاتون (بالإنجليزية: James Caton)‏ هو لاعب كرة قدم بريطاني في مركز نصف الجناح، ولد في 4 يناير 1994 في ويدنس ‏ في المملكة المتحدة. لعب مع بولتون واندررز وشروزبري تاون ونادي أكرينغتون ستانلي ونادي بلاكبول ونادي ريكسهام ونادي ساوثبورت ونادي لينكولن سيتي ونادي مانسفيلد تاون.

## وصلات خارجية
- جيمس كاتون على موقع قاعدة بيانات كرة القدم.إي يو (الإنجليزية)
- جيمس كاتون على موقع Soccerbase.com (لاعب) (الإنجليزية)
- جيمس كاتون على موقع Soccerway.com (الإنجليزية)